# Grammitis solida
Grammitis solida là một loài dương xỉ trong họ Polypodiaceae. Loài này được Mett. Ching mô tả khoa học đầu tiên năm 1941.